# 47. ceremonia wręczenia Złotych Globów
Złote Globy za rok 1989 przyznano 20 stycznia 1990 r. w Beverly Hilton Hotel w Los Angeles.
Nagroda im. Cecila DeMille za całokształt twórczości trafiła do Audrey Hepburn.
Laureaci:

## Kino

### Najlepszy film dramatyczny
Urodzony 4 lipca, reż. Oliver Stone

nominacje:
- Zbrodnie i wykroczenia, reż. Woody Allen
- Stowarzyszenie Umarłych Poetów, reż. Peter Weir
- Rób, co należy, reż. Spike Lee
- Chwała, reż. Edward Zwick

### Najlepsza komedia/musical
Wożąc panią Daisy, reż. Bruce Beresford

nominacje:
- Mała syrenka, reż. John Musker, Ron Clements
- Shirley Valentine, reż. Lewis Gilbert
- Wojna państwa Rose, reż. Danny DeVito
- Kiedy Harry poznał Sally, reż. Rob Reiner

### Najlepszy aktor dramatyczny
Tom Cruise – Urodzony 4 lipca

nominacje:
- Jack Lemmon – Tato
- Robin Williams – Stowarzyszenie Umarłych Poetów
- Daniel Day-Lewis – Moja lewa stopa
- Al Pacino – Morze miłości

### Najlepsza aktorka dramatyczna
Michelle Pfeiffer – Wspaniali bracia Baker

nominacje:
- Jessica Lange – Pozytywka
- Liv Ullmann – Różany ogród
- Andie MacDowell – Seks, kłamstwa i kasety wideo
- Sally Field – Stalowe magnolie

### Najlepszy aktor w komedii/musicalu
Morgan Freeman – Wożąc panią Daisy

nominacje:
- Jack Nicholson – Batman
- Steve Martin – Spokojnie, tatuśku
- Michael Douglas – Wojna państwa Rose
- Billy Crystal – Kiedy Harry poznał Sally

### Najlepsza aktorka w komedii/musicalu
Jessica Tandy – Wożąc panią Daisy

nominacje:
- Meryl Streep – Diablica
- Pauline Collins – Shirley Valentine
- Kathleen Turner – Wojna państwa Rose
- Meg Ryan – Kiedy Harry poznał Sally

### Najlepszy aktor drugoplanowy
Denzel Washington – Chwała

nominacje:
- Danny Aiello – Rób, co należy
- Marlon Brando – Sucha biała pora
- Bruce Willis – Na wrogiej ziemi
- Sean Connery – Indiana Jones i ostatnia krucjata
- Ed Harris – Szalony Megs

### Najlepsza aktorka drugoplanowa
Julia Roberts – Stalowe magnolie

nominacje:
- Brenda Fricker – Moja lewa stopa
- Dianne Wiest – Spokojnie, tatuśku
- Bridget Fonda – Skandal
- Laura San Giacomo – Seks, skandal i kasety wideo

### Najlepsza reżyseria
Oliver Stone – Urodzony 4 lipca

nominacje:
- Peter Weir – Stowarzyszenie Umarłych Poetów
- Spike Lee – Rób, co należy
- Edward Zwick – Chwała
- Rob Reiner – Kiedy Harry poznał Sally

### Najlepszy scenariusz
Oliver Stone, Ron Kovic – Urodzony 4 lipca

nominacje:
- Tom Schulman – Stowarzyszenie Umarłych Poetów
- Spike Lee – Rób, co należy
- Kevin Jarre – Chwała
- Steven Soderbergh – Seks, kłamstwa i kasety wideo
- Nora Ephron – Kiedy Harry poznał Sally

### Najlepsza muzyka
Alan Menken – Mała syrenka

nominacje:
- John Williams – Urodzony 4 lipca
- Ennio Morricone – Ofiary wojny
- Dave Grusin – Wspaniali bracia Baker
- James Horner – Chwała

### Najlepsza piosenka
„Under the Sea” – Mała syrenka – muzyka: Alan Menken; słowa: Howard Ashman

nominacje:
- „After All” – Wszystko jest możliwe – muzyka: Tom Snow; słowa: Dean Pitchford
- „Kiss the Girl” – Mała syrenka – muzyka: Alan Menken; słowa: Howard Ashman
- „I Love to See You Smile” – Spokojnie, tatuśku – muzyka i słowa: Randy Newman
- „The Girl Who Used to Be Me” – Shirley Valentine – muzyka: Marvin Hamlisch; słowa: Alan Bergman; Marilyn Bergman

### Najlepszy film zagraniczny
Cinema Paradiso, reż. Giuseppe Tornatore (Włochy)

nominacje:
- Camille Claudel, reż. Bruno Nuytten (Francja)
- Jezus z Montrealu, reż. Denys Arcand (Kanada)
- Sprawa kobiet, reż. Claude Chabrol (Francja)
- Zivot sa stricem, reż. Krsto Papic (Jugosławia)